# Wojtaszyce
Wojtaszyce (niem. Voigtshagen) – wieś w Polsce położona w województwie zachodniopomorskim, w powiecie łobeskim, w gminie Dobra.
W latach 1975–1998 miejscowość administracyjnie należała do województwa szczecińskiego.
Przez wieś przebiega droga wojewódzka nr 146.

## Zabytki
- Kościół Matki Bożej Częstochowskiej – granitowy kościół z XVI/XVII w. o skromnych cechach renesansowych, ze szczytem z blendami i drewnianą wieżą z XVIII w.[3]
- Zespół parkowo-pałacowy z XIX w.[4]
- Ewangelicki cmentarz przykościelny powstały w II połowie XVI w.